# Christophe Colomb
Christophe Colomb è un cortometraggio del 1904 diretto da Vincent Lorant-Heilbronn. Basato sull'opera in due parti di Paul Claudel.

## Trama
storia di Cristoforo Colombo in 8 dipinti:
1. Vittoria in mare.
2. Atterraggio in America.
3. Gli indiani gioiscono.
4. Ingresso trionfale a Barcellona.
5. Ricevimento presso il Tribunale spagnolo.
6. Cristoforo Colombo in disaccordo.
7. Cristoforo Colombo in prigione.
8. Alla memoria di Cristoforo Colombo.